# Kees de Groot
Cornelis Hendrikus (Kees) de Groot (Den Haag, 13 oktober 1913 – Amsterdam, 8 maart 1945) was een Nederlandse verzetsstrijder tijdens de Tweede Wereldoorlog. 
Voor de oorlog was hij secretaris bij de KLM. In maart 1942 trad hij toe tot de redactie van het illegale Parool. Na een arrestatiegolf begin 1943 was hij de enige overgebleven kopman van het Parool; hij was redacteur maar leidde ook de druk en de verspreiding van de krant.
Samen met Gerrit Jan van Heuven Goedhart, voor de oorlog hoofdredacteur van het Utrechts Nieuwsblad, leidde de jonge jurist tot maart 1945 het Parool. Onder de uit Kamp Vught ontsnapte Frans Goedhart, Kees de Groot en Gerrit Jan van Heuven Goedhart steeg de oplage van 10.000 tot max. 100.000 exemplaren.
Op 8 maart 1945 is Kees de Groot, op de leeftijd van 31 jaar, geëxecuteerd op Rozenoord te Amsterdam. Hij liet een vrouw en drie kinderen achter. In die dagen vonden door het hele land executies plaats naar aanleiding van een aanslag op Hanns Rauter, een SS-generaal. Een paar dagen voor zijn executie was De Groot gearresteerd toen hij een woning binnenging waar de Sicherheitsdienst (SD) juist huiszoeking deed. De Duitsers hebben nooit zijn echte naam geweten en wisten dus niet met wie zij werkelijk te doen hadden. 
In het Parool werd na zijn dood veel over hem geschreven, onder meer dat hij werkte onder de schuilnamen 'Maarten van der Velde' en 'Chris Tadema'.
Kees de Groot is herbegraven op de Eerebegraafplaats Bloemendaal in Overveen. Zijn lichaam rust in vak 38.
Hij kreeg bij Koninklijk besluit nummer 17 van 7 mei 1946 postuum het Verzetskruis uitgereikt door koningin Wilhelmina.
H.J. van Aalderen
· P. van As
· M. Assies
· J.J. Barendsen
· J.A. Beekman
· H.D.J. Beernink
· L.R. Beijnen
· C.J. van den Berg-van der Vlis
· L.A. Bleys
· G. de Boer
· A.A. Bontekoe
· E.J. Bosch ridder van Rosenthal
· D.A. van den Bosch
· I.J. van den Bosch
· J.H. Bosch
· J.C.J. baron Brantsen
· A.L. Charroin
· F.G.M. Conijn
· M. Crans
· R.J. Dam
· F. Datema
· K.H. Derkzen van Angeren
· H. Dienske
· J.L.G. Doornik
· V. Dreyfus
· N. Dupont
· F. Duwaer
· S. Esmeijer
· G.H. Gelder
· J. Gelderman
· W.J. Gertenbach
· E.A. Giran
· O. Giran
· C.H. de Groot
· P.G.S. Guermonprez
· A. Hahn
· W. van Hall
· J.C.H.F. van Hanxleden Houwert
· Th.W.L. baron van Heemstra
· J.J. Hendrikx
· J.L. Hesselberg
· W.J. Heukels
· I. van der Horst
· J. ter Horst
· H.P. Hos
· J.F.H.M. baron van Hövell van Wezeveld en Westerflier
· B. IJzerdraat
· L. Jansen
· A. Kalter
· G.W. Kastein
· A. Keuter
· T.J. Kroeze
· D.M.R.H. Kroon
· H.Th. Kuipers-Rietberg
· A. Meerwaldt
· J.A.A. Mekel
· J.D. van Melle
· D.C.B. Mesritz
· M.-L.C. Meunier
· J.J. Mohr
· J.L. Moonen
· A.C. Nagtegaal
· F. Nieuwenhuijsen
· B. Oosthoek
· J. Oranje
· T. Pannekoek
· J. Post
· A.J. Rozeman
· V.H. Rutgers
· F.R. Ruys
· W. Santema
· J.J. Schaft
· Jhr. J. Schimmelpenninck
· R.L.A. Schoemaker
· G. Schoonman
· W.P. Speelman
· M. van der Stoep
· B.M. Telders
· A.O.H. Tellegen
· O.R. Thomsen
· G. Tieman
· T.W. de Tourton Bruijns
· L.M. Valstar
· G.J. van der Veen
· D. Verloop
· M.A.E. Verspyck
· P.M.R. Versteegh
· C. Vlot
· G. Weidner
· J.H. Westerveld
· H.B. Wiardi Beckman
· J.W. Wildschut
· J.R.E. Wüthrich
· L. Zwanenburg
· Onbekende Joodse soldaat
- International Standard Name Identifier: 0000 0003 9572 0256
- Nederlandse Thesaurus van Auteursnamen: 171721403
- Virtual International Authority File: 290484138
- WorldCat: E39PBJkxPT4q8vTJg3rtHqj3cP